# Francheville (Jura)
Francheville – miejscowość i gmina we Francji, w regionie Burgundia-Franche-Comté, w departamencie Jura.
Według danych na rok 1990 gminę zamieszkiwało 26 osób, a gęstość zaludnienia wynosiła 18 osób/km² (wśród 1786 gmin Franche-Comté, Francheville plasuje się na 716. miejscu pod względem liczby ludności, natomiast pod względem powierzchni na miejscu 1047.).